# Бом (Жиронда)
Бом (фр. Bommes) је насељено место у Француској у региону Аквитанија, у департману Жиронда.
По подацима из 2011. године у општини је живело 495 становника, а густина насељености је износила 85,34 становника/km².

## Демографија
| 1962. | 1968. | 1975. | 1982. | 1990. | 2011. |
| ----- | ----- | ----- | ----- | ----- | ----- |
| 478   | 448   | 365   | 398   | 446   | 495   |